# Waterloo (Québec)
Pour les articles homonymes, voir Waterloo (homonymie).
Waterloo est une ville du Québec dans la municipalité régionale de comté de La Haute-Yamaska, dans la région administrative de l'Estrie et elle est enclavée dans le canton de Shefford.

## Géographie
Cette ville de quelque 5 000 habitants est située au sein de la région des Cantons-de-l'Est, à environ quatre-vingt-dix kilomètres à l'est de Montréal. Waterloo a un lac à ses abords portant le même nom et se situe au pied de la colline Methodist (213 mètres de hauteur).

## Histoire

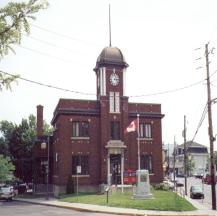
Bureau de poste de la ville de Waterloo devant lequel siège un monument commémorant les soldats morts au combat lors de la deuxième guerre mondiale.

C’est en 1792 que le loyaliste John Savage fonda le canton de Shefford, un petit territoire ponctué de collines, de vallées, de lacs et de rivières. À l’époque, à la suite de l’adoption de l'Acte constitutionnel de 1791, le gouvernement du Bas-Canada favorise le développement démographique anglophone et il donne des townships ou des cantons à tous ceux qui, fidèles à la Couronne d’Angleterre, désirent s’établir sur ces terres.
John Savage et une trentaine d’associés tracent donc les premières pistes. En 1793, le premier colon du nom d’Ezekiel Lewis, s’établit à Waterloo et c’est lui qui fait ériger un premier moulin à scie à Waterloo. Waterloo fut fondée en 1793 (Ezekiel Lewis) par des Loyalistes anglais qui ont perdu la guerre d'indépendance américaine, mais elle ne portait d'abord pas ce nom. C'est à Hezekiah Robinson, que la ville doit son nom, car c'est lui qui a proposé d'adopter le nom de la ville où Napoléon a rencontré son Waterloo.

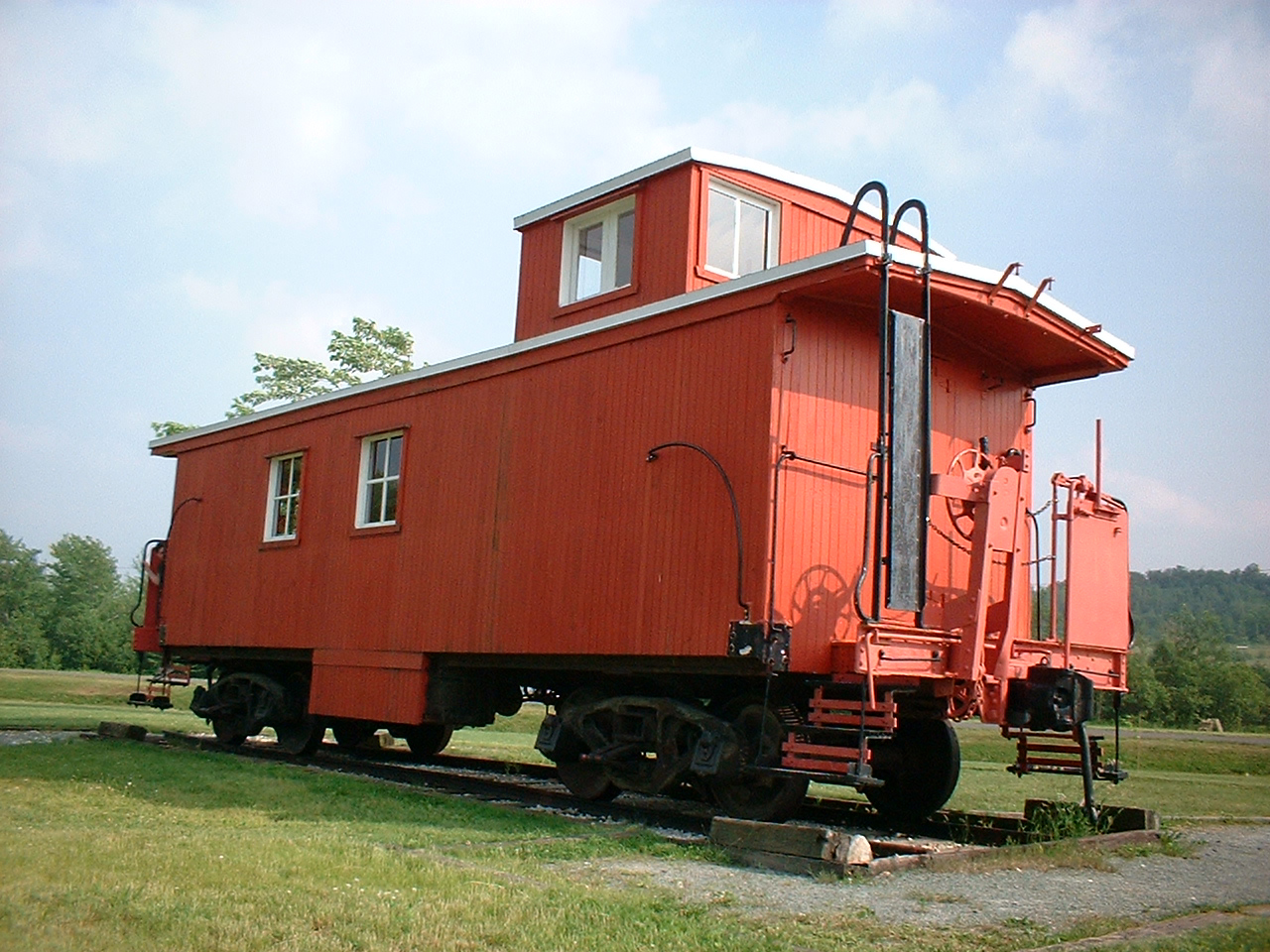
Wagon de queue: vestige laissé par les chemins de fer qui ont jadis fait le renom de Waterloo

L’âge d’or de Waterloo débute à l’époque de l’électricité et du chemin de fer qui arrivent dans les années 1860-1880. Le train permet à Waterloo d’accéder à des marchés, favorisant l’essor de l’industrie locale. Cette ville est reliée par train à plusieurs villes telles Drummondville, Magog, Foster et Granby.
Cependant, la crise économique des années 1930 a fortement ébranlé la municipalité. Cette dernière a dû voir en son sein un phénomène de désindustrialisation. Cependant, depuis les dernières années, la ville de Waterloo a un regain d'énergie. Les chemins de fer, aujourd'hui devenues des pistes cyclables très appréciées font affluer les touristes et les gens cherchant un endroit paisible où s'installer.

## Démographie
| 1991  | 1996  | 2001  | 2006  | 2011  | 2016  | 2021  |
| ----- | ----- | ----- | ----- | ----- | ----- | ----- |
| 3 989 | 4 040 | 3 993 | 4 054 | 4 330 | 4 410 | 4 920 |

## Administration
Les élections municipales se font en bloc et suivant un découpage de six districts.
| Waterloo Maires depuis 2002                                                                                          |                       |         |          |
| Élection | Maire                 | Qualité | Résultat |
| 2002 | Paul L. Masse         |         | Voir     |
| 2005 | Pascall Russell       |         | Voir     |
| 2009 | Pascall Russell       | Voir    |          |
| 2013 | Pascall Russell       | Voir    |          |
| 2017 | Jean-Marie Lachapelle |         | Voir     |
| 2021 | Jean-Marie Lachapelle | Voir    |          |
| Élection partielle en italique Depuis 2005, les élections sont simultanées dans toutes les municipalités québécoises |                       |         |          |

## Éducation
Cette petite municipalité contient quatre écoles dont une de niveau secondaire (Wilfrid-Léger). Il est important de mentionner que beaucoup d'étudiants proviennent des municipalités environnantes (Saint-Joachim-de-Shefford, Warden, Shefford, Stukely-Sud et Bromont).

## Économie
Aujourd'hui, le train ne passe plus à Waterloo, mais la ligne est devenue une piste cyclable, l'Estriade.
La ville compte encore de nombreuses entreprises telle une fabrique de bouchons (Plastiques Berry Canada). Et jusqu'en 2023, une laiterie (Laiterie Chagnon). De 1972 à 2013, Raleigh y exploite une usine de fabrication de vélos avant de la convertir en centre de distribution.

### Sport

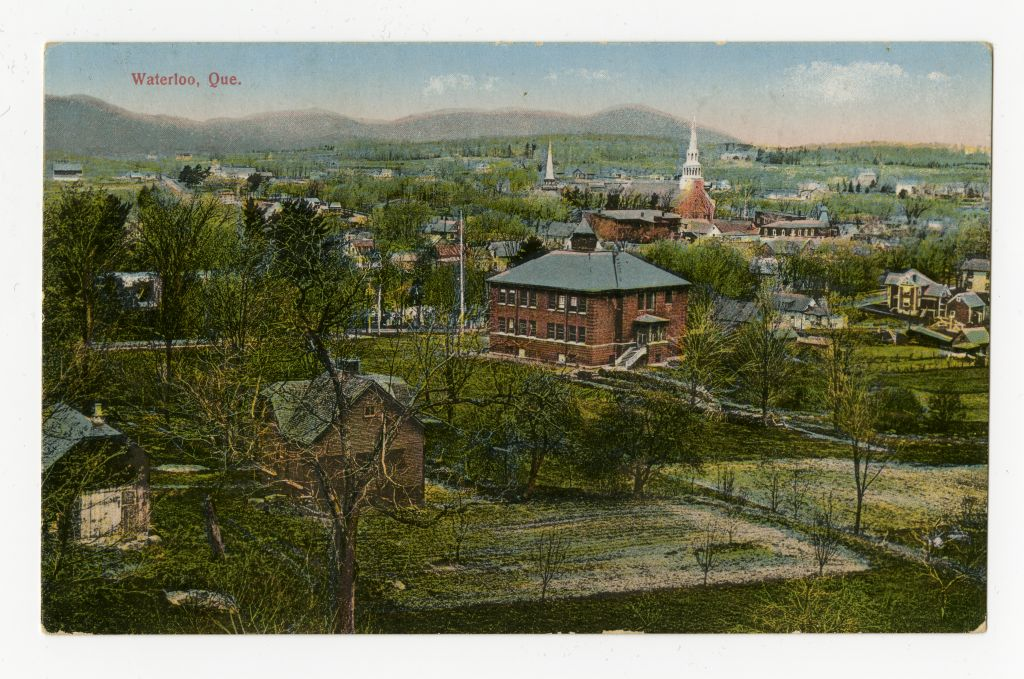
Carte postale de Waterloo.

- Carte postale de Waterloo.Le parc Robinson offre aux membres du Club de tennis François Godbout et aux amateurs de tennis l'accès au chalet inauguré en 2009 ainsi qu'un terrain quadruple clôturé. Situés en bordure de la rivière Yamaska, les terrains de tennis ont tous été rénovés à l'été 2008. Depuis 2024, les terrains de tennis sont recouverts d'une bulle durant la saison hivernale afin de permettre le tennis quatre saisons.

- Le Tournoi National M13 (anciennement le Tournoi National Pee-Wee) de Waterloo est un tournoi de hockey de renommée internationale. Mario Lemieux a d'ailleurs laissé sa trace sur le trophée Marilyn & Armand Lemay (remis au joueur par excellence du tournoi) alors qu'il avait à peine 13 ans.
- Un vélo parc avec une ancienne caboose, ainsi qu'un skatepark sont disponibles gratuitement aux citoyens.
- Une piste à rouleaux (pumptrack) est également disponible, elle est une des plus grandes à l'Est du Canada.

## Lieux et monuments

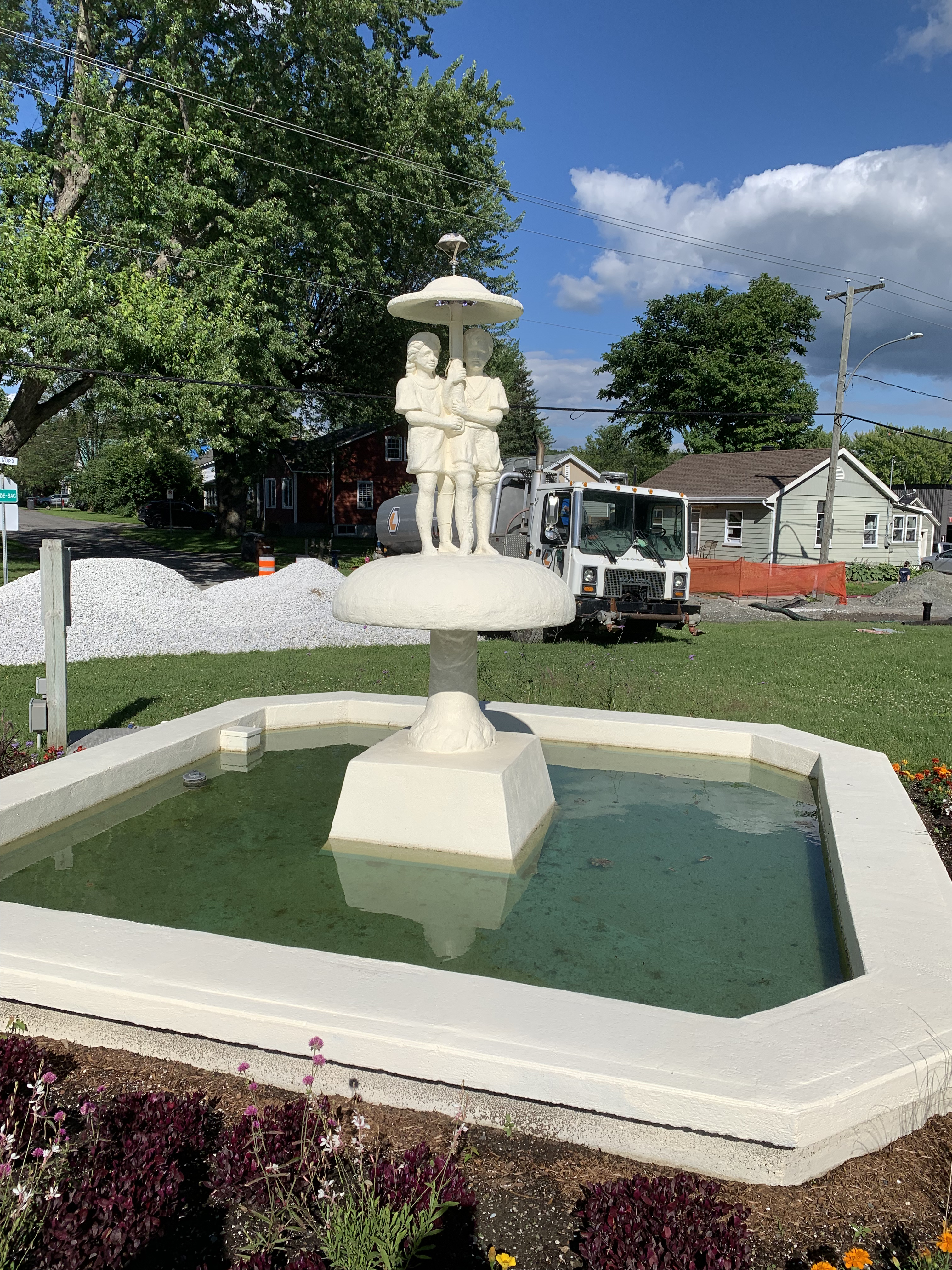
Monument faisant le lien entre les villes de Shefford et Waterloo, qc

### Patrimoine
- Église Saint-Luke
- Église universaliste de Waterloo (Maison de la culture de Waterloo)
- Manoir Maplewood
- Presbytère St-Bernardin

## Jumelage international
Waterloo est la seule localité francophone qui porte ce nom, à l'exception du Waterloo belge situé en Brabant wallon. La plupart des 120 autres toponymes Waterloo actuellement recensés sur les cinq continents, désignent des localités ou des villes dans des pays anglophones.[réf. nécessaire]
Les deux Waterloo francophones sont jumelées depuis 1957. Ce jumelage est commémoré par une statue dans les deux localités qui représente un petit garçon et une petite fille s'abritant sous un champignon.[réf. nécessaire]
- Waterloo (Belgique) depuis 1957

Depuis 2017, Waterloo a une version québécoise du monument de la Butte du lion, de Jean-Louis Van Geel, Le Gardien, une œuvre signée Joseph Bergot est au Parc Denise-Lauzière en pleins cœur du centre-ville, derrière le bureau d'accueil touristique estivale.